# Jaap Brienen
Jaap Brienen (Boxmeer, 23 februari 1976) is een Nederlands radio-dj bij Sublime.

## Levensloop
Brienen ging in Boxmeer naar de middelbare school. Hij studeerde Journalistiek aan de Fontys Hogeschool in Tilburg en later op Windesheim in Zwolle.
In 2001 kwam Brienen in dienst van de KRO. Hij werkte daar onder meer als redacteur voor het programma Tijd voor Twee tussen 2001 en 2012. Hij presenteerde van 2006 tot 2012 het programma 'De Strepen van Spits' op Radio 2. 
Vanaf augustus 2006 tot en met eind 2015 presenteerde hij iedere werkdag van 07:00 tot 10:00 uur het ochtendprogramma Eerst Jaap! op NPO Radio 6. Dat programma stopte toen NPO Radio 6 een themakanaal werd zonder gepresenteerde programma's. 
Sinds 2019 is Brienen te horen op Sublime. Hij presenteerde eerst elke vrijdagmiddag FUNKY FRIDAY!. Van februari 2021 tot eind juli 2025 presenteerde hij De Sublime Ochtendshow iedere werkdag tussen 06:00 en 10:00 uur. Hij is ook muzieksamensteller bij de zender.
Jaap Brienen · Vincent Gerhardt · Angelique Houtveen · Pieter Kok · Corné Klijn · Winfried Baijens · Mijke van Wijk · Co de Kloet · Astrid de Jong · Gerard Ekdom · Ruben Hein · Tuffie Vos · Edwin Rutten · Jeroen Kijk in de Vegte · Rudy Mackay · Alfred van de Wege · Giel Beelen · Leo Blokhuis · Dolf Jansen · Frank Jochemsen · Wilfried de Jong